# ジョナサン・バミューデス
- ジョナサン・ベルムデス

ジョナサン・アルベルト・バミューデス（Jonathan Alberto Bermúdez, 1995年10月16日 - ）は、プエルトリコのコアモ出身のプロ野球選手（投手）。左投左打。CPBLの楽天モンキーズ所属。

## 経歴
2018年のMLBドラフト23巡目（全体702位）でヒューストン・アストロズから指名され、プロ入り。契約後、傘下のルーキー級ガルフ・コーストリーグ・アストロズでプロデビュー。10試合に登板して1勝0敗、防御率3.29、10奪三振を記録した。
2019年はA級クアッドシティーズ・リバーバンディッツとAA級コーパスクリスティ・フックスでプレーし、2球団合計で23試合（先発10試合）に登板して6勝3敗1セーブ、防御率3.71、93奪三振を記録した。
2020年は新型コロナウイルスの影響でマイナーリーグの試合が開催されなかったため、公式戦の登板は無かった。
2021年はAA級コーパスクリスティとAAA級シュガーランド・スキーターズでプレーし、2球団合計で25試合（先発20試合）に登板して5勝6敗1セーブ、防御率3.24、146奪三振を記録した。オフの11月19日にルール・ファイブ・ドラフトでの流出を防ぐために40人枠入りした。
2024年12月25日、台湾プロ野球の楽天モンキーズと契約した。

## 投球スタイル
速球は常時90mph台前半を計測も、球速以上に威力がある。変化球ではチェンジアップとスライダーの評価が高い。

## 詳細情報

### 背番号
- 73 （2024年）
- 25 （2025年 - ）